# British Empire Building

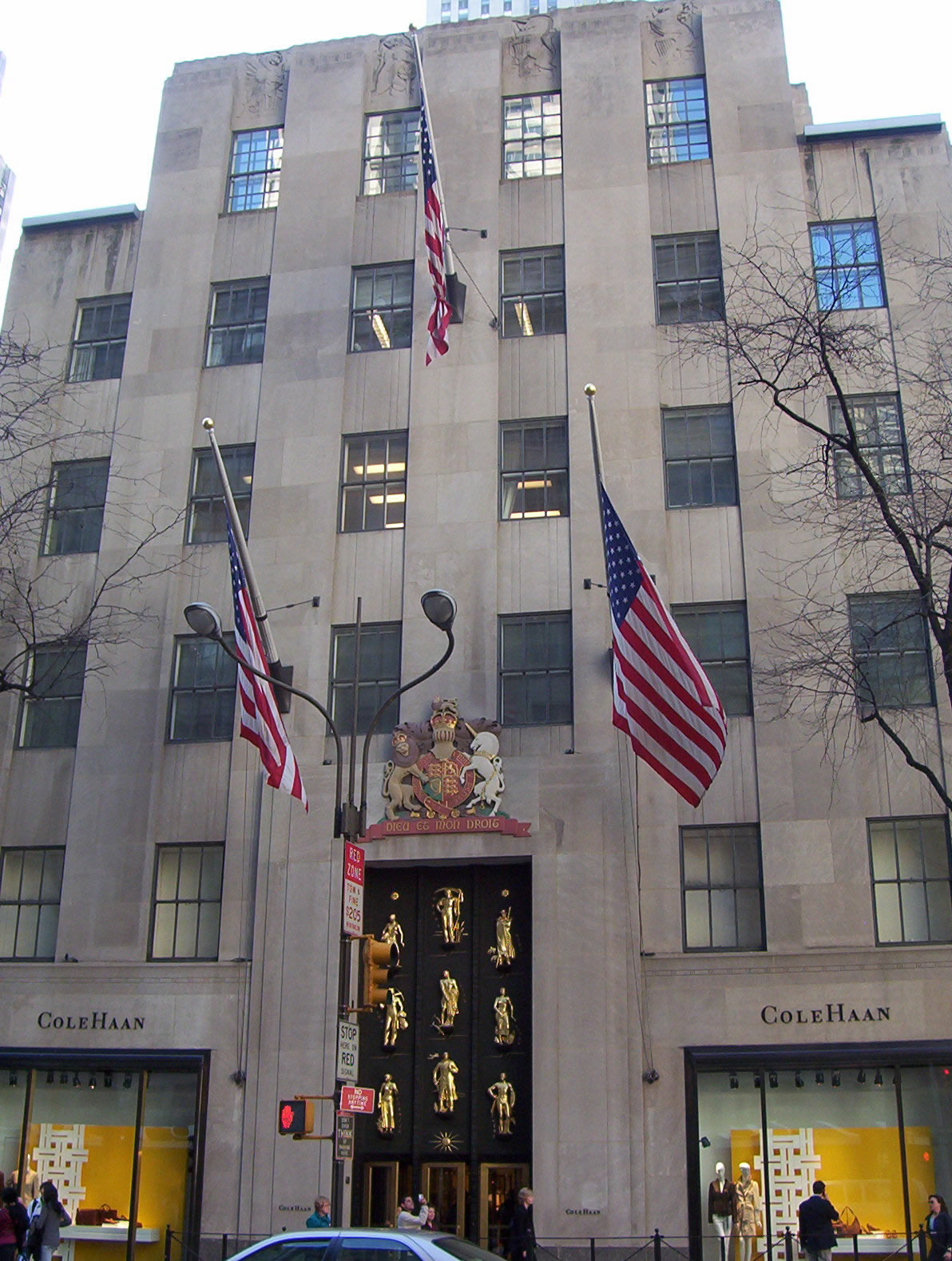
Entrée du British Empire Building.

Le British Empire Building, construit en 1932, est un bâtiment de 12 000 m², faisant partie du Rockefeller Center situé au 620 Fifth Avenue à New York.
Il fait face à La Maison française, les deux bâtiments étant séparés par les Channel Gardens ("jardins de la Manche"). L'entrée du bâtiment est ornée d'une fresque réalisée par Carl Paul Jennewein représentant les industries du Commonwealth britannique, sel, blé, laine, charbon, poisson, coton, tabac et sucre.
Il héberge un Lego Store depuis le 25 juin 2010.